# Émile Armand
Émile Armand, pseudònim d'Ernest-Lucien Juin, (París, 26 de març de 1872 - Rouen, 19 de febrer de 1963) fou un anarcoindividualista francès.
Fill d'un antic communard, entrà el 1890 al cos de l'Armada, dimitint del seu lloc d'oficial el 1897. El seu humanisme crític es transforma progressivament en anarquisme crític sota la influència de les lectures de Jean Grave, Lev Tolstoi, Benjamin Tucker, Walt Whitman, Ralph Waldo Emerson i Max Stirner, entre d'altres.
A partir de 1902 s'aproxima al comunisme llibertari, però al final es decantarà definitivament per l'anarquisme individualista. En aquest context defensa corrents lligadas a l'anarquisme com el naturisme o la promoció d'una llengua internacional com l'esperanto. El 1911 escriu «Le petit manuel anarchiste individualiste». Promou diferents protestes antibel·licistes durant la Primera Guerra Mundial, el que li valdràs diversos períodes d'empresonament.
Des de 1922 edita el periòdic «L'En-Dehors», la vida del qual es perllongarà durant 17 anys.
Va escriure Poésies composées en prison, l'Initiation individualiste anarchiste el 1923 i La révolution sexuelle et la camaraderie amoureuse el 1934. Va ser a més un dels fundadors de la «Lliga antimilitarista» amb George Mathias Paraf-Javal, Albert Libertad i altres individualistes radicals.